# Sowiecka Formuła 3 Sezon 1986
Sezon 1986 Sowieckiej Formuły 3 – dwudziesty siódmy sezon Sowieckiej Formuły 3, składający się z dwóch eliminacji (Rustawi oraz Czajka). Mistrzem został Aleksandr Potiechin, ścigający się Estonią 20.

## Kalendarz wyścigów
| Runda | Data        | Tor     | Pole position | Najszybsze okrążenie | Zwycięzca (kierowcy) | Zwycięzca (zespoły) |
| ----- | ----------- | ------- | ------------- | -------------------- | -------------------- | ------------------- |
| 1     | 19 kwietnia | Rustawi | ?             | ?                    | Toomas Napa          | Jõud Tallinn        |
| 2     | 28 czerwca  | Kijów   | ?             | ?                    | Aleksandr Potiechin  | DOSAAF Moskwa       |

## Klasyfikacja kierowców
| Legenda oznaczeń w tabelach wyników Wyświetl szablon na nowej stronie | Legenda oznaczeń w tabelach wyników Wyświetl szablon na nowej stronie                                                                     |
| Oznaczenie                                                            | Wyjaśnienie |
| --------------------------------------------------------------------- | --- |
| Złoty                                                                 | Zwycięzca lub mistrzostwo |
| Srebrny                                                               | 2. miejsce lub wicemistrzostwo |
| Brązowy                                                               | 3. miejsce lub II wicemistrzostwo |
| Zielony                                                               | Ukończył, punktował (w klasyfikacji generalnej, gdy zdobył co najmniej jeden punkt na przestrzeni sezonu, poza trzema powyższymi opcjami) |
| Niebieski                                                             | Ukończył, nie punktował (w klasyfikacji generalnej, gdy nie zdobył co najmniej jednego punktu na przestrzeni sezonu)                      |
| Czerwony                                                              | Nie zakwalifikował się (NZ) |
| Czerwony                                                              | Nie prekwalifikował się (NPK) |
| Różowy                                                                | Nie ukończył (NU) |
| Różowy                                                                | Niesklasyfikowany (NS) (w klasyfikacji generalnej, gdy nie został sklasyfikowany w żadnym wyścigu sezonu)                                 |
| Czarny                                                                | Zdyskwalifikowany (DK) |
| Czarny                                                                | Wykluczony (WYK/EX) |
| Biały                                                                 | Nie wystartował (NW) |
| Biały                                                                 | Kontuzjowany (K/INJ) |
| Biały                                                                 | Wyścig odwołany (OD/C) |
| Bez koloru                                                            | Został wycofany (WYC/WD) |
| Bez koloru                                                            | Nie przybył (NP/DNA) |
| Bez koloru                                                            | Nie brał udziału w treningach (NT/DNP) |
| Bez koloru                                                            | Nie został zgłoszony (–) |
| Pogrubienie                                                           | Start z pole position |
| Kursywa                                                               | Najszybsze okrążenie wyścigu |
| †                                                                     | Nie ukończył, ale jego rezultat został zaliczony ze względu na przejechanie więcej niż 90% dystansu wyścigu.                              |
| *                                                                     | Sezon w trakcie |
| 1/2/3                                                                 | Punktowana pozycja w sprincie kwalifikacyjnym                                                                                             |
| Lista systemów punktacji Formuły 1                                    | |

| Poz. | Kierowca               | Zespół                 | RST | CZJ | Punkty |
| ---- | ---------------------- | ---------------------- | --- | --- | ------ |
| 1    | Aleksandr Potiechin    | DOSAAF Moskwa          | 2   | 1   | 189    |
| 2    | Avo Soots              | Kalev Tallinn          | 3   | 2   | 186    |
| 3    | Siergiej Gorszeniew    | DOSAAF Widnoje         | 7   | 4   | 122    |
| 4    | Toomas Napa            | Jõud Tallinn           | 1   | NU  | 114    |
| 5    | Walerij Sułtanow       | DOSAAF Machaczkała     | 4   | 12  | 91     |
| 6    | Aleksandr Seropow      | Sowieckaja Armia Kijów | 13  | 5   | 87     |
| 7    | Giennadij Ładesow      | DOSAAF Mińsk           | 9   | 8   | 85     |
| 8    | Władimir Kriwodub      | DOSAAF Tallinn         | NU  | 3   | 83     |
| 9    | Urmas Haamer           | Jõud Harju             | 5   | NU  | 71     |
| 10   | Sergejs Mironenko      | DOSAAF Kowno           | 11  | 9   | 70     |
| 11   | Aleksandr Jeremiejew   | Spartak Leningrad      | 10  | 10  | 69     |
| 12   | Leo Jazel              | DOSAAF Tallinn         | 6   | -   | 60     |
| 13   | Władisław Barkowski    | Spartak Moskwa         | NU  | 7   | 60     |
| 14   | Aleksandr Romaszin     | DOSAAF Borysów         | 12  | 11  | 56     |
| 15   | Sergejs Pugačs         | DOSAAF Ryga            | -   | 6   | 52     |
| 16   | Helmut Draudiņš        | DOSAAF Ryga            | 8   | -   | 49     |
| 17   | Wiktor Piatych         | DOSAAF Togliatti       | NU  | NU  | 31     |
| 18   | Michaił Dżawachiszwili | DOSAAF Tbilisi         | 14  | -   | 24     |
| 19   | Eduard Markowski       | DOSAAF Leningrad       | NU  | -   | 17     |
| 20   | Garri Mazmanow         | DOSAAF Baku            | NU  | -   | 10     |
| 21   | Anatolij Szimakowski   | Sowieckaja Armia Mińsk | NU  | NU  | 5      |
| 22   | Władimir Gawrilenko    | DOSAAF Krzemieńczuk    | NU  | -   | 1      |